# Церковь Трёх Епископов Кобулети
Церковь Трёх епископов (груз. სამი მღვდელმთავრის ეკლესია) — православный храм в Грузии. Находится в селе Бобоквати Кобулетского муниципалитета края Аджария. Здесь покоятся мощи 28 святых.
Строительство храма началось в 1999 году. Церковь была освящена в 2009 году в честь святых епископов Василия Великого, Григория Богослова и Иоанна Златоуста. Входит в состав Батумской и Лазской епархии Грузинской православной церкви.
Престольный праздник церкви отмечается 12 февраля.